# Videoinstal·lació

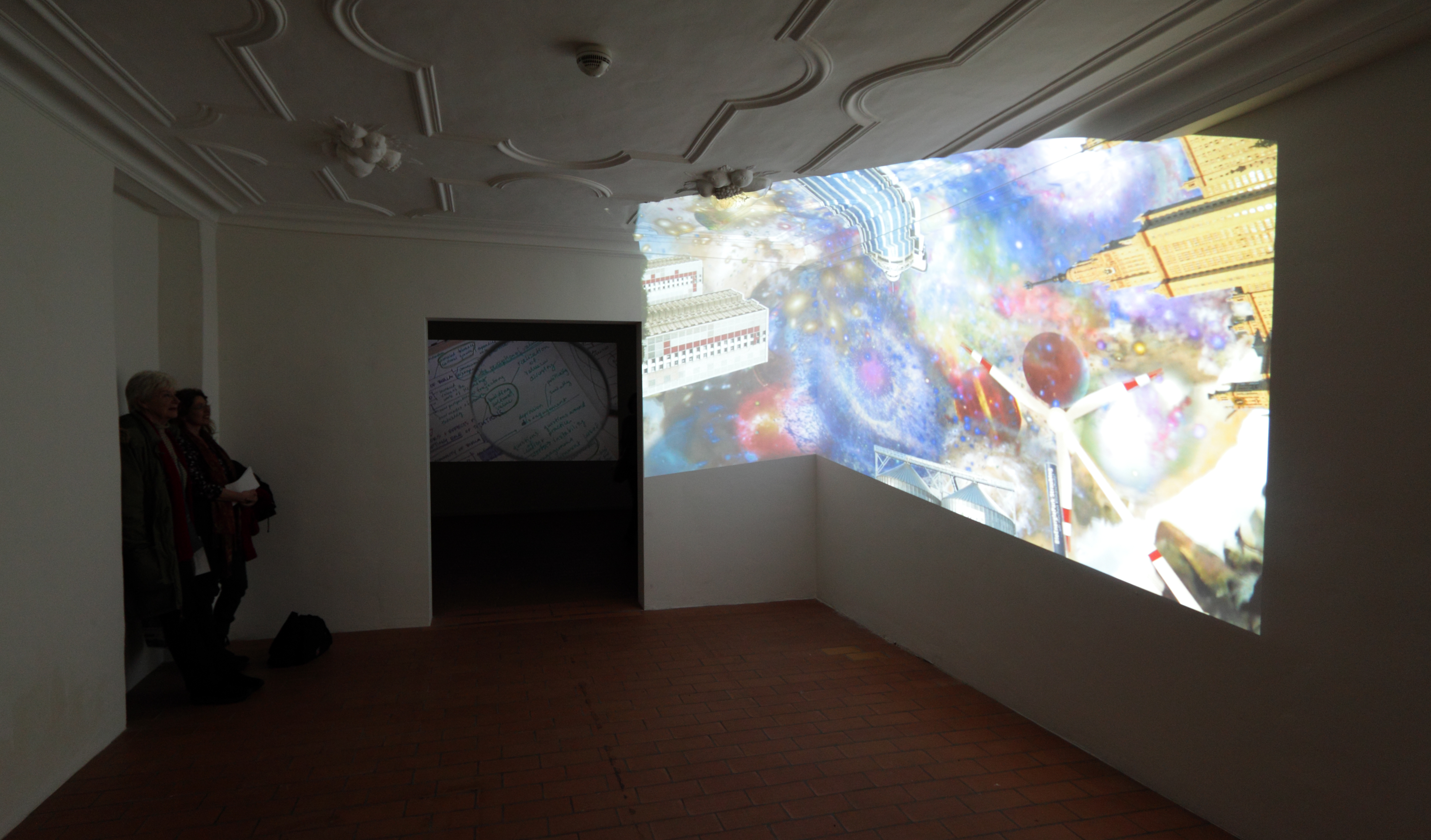
After Tiepolo, 2013

Una videoinstal·lació o instal·lació videogràfica, en el món de l'art contemporani, és una instal·lació artística basada en la difusió d'un o diversos vídeos en una sala tancada, en diferents sales o a l'aire lliure. S'utilitzen elements del videoart i de les instal·lacions. La videoinstal·lació és un gènere d'art que incorpora el temps i l'espai, que pot incloure elements d'àudio i vídeo, elements de l'escultura i d'altres elements estàtics o dinàmics situats en un espai tridimensional.
El seu origen es remunta al naixement del videoart, durant la dècada de 1970. Avui en dia, les videoinstal·lacions són a tot arreu, visibles en una diversitat d'entorns, des de les galeries i museus a un camp expandit que inclou llocs específics de treball, paisatges urbans o industrials. Els formats més coneguts poden utilitzar monitor, projecció, o performance. Hi ha videoinstal·lacions on s'utilitza un circuit tancat de televisió, on càmeres enregistren en directe i les imatges són difoses al mateix temps o en diferit. En són exemples l'obra Time Delay Room de l'artista Dan Graham, o Live-Taped Video Corridor de Bruce Nauman. Al nostre país Antoni Muntadas és un dels pioners de la videoinstal·lació. Una obra seva del 1977 The Last Ten Minutes II (Els últims deu minuts II) difon simultàniament en tres monitors els darrers deu minuts d'imatges de la televisió de la programació d'un mateix dia, a Washington, Kassel (Alemanya) i Moscou.

## Tècniques

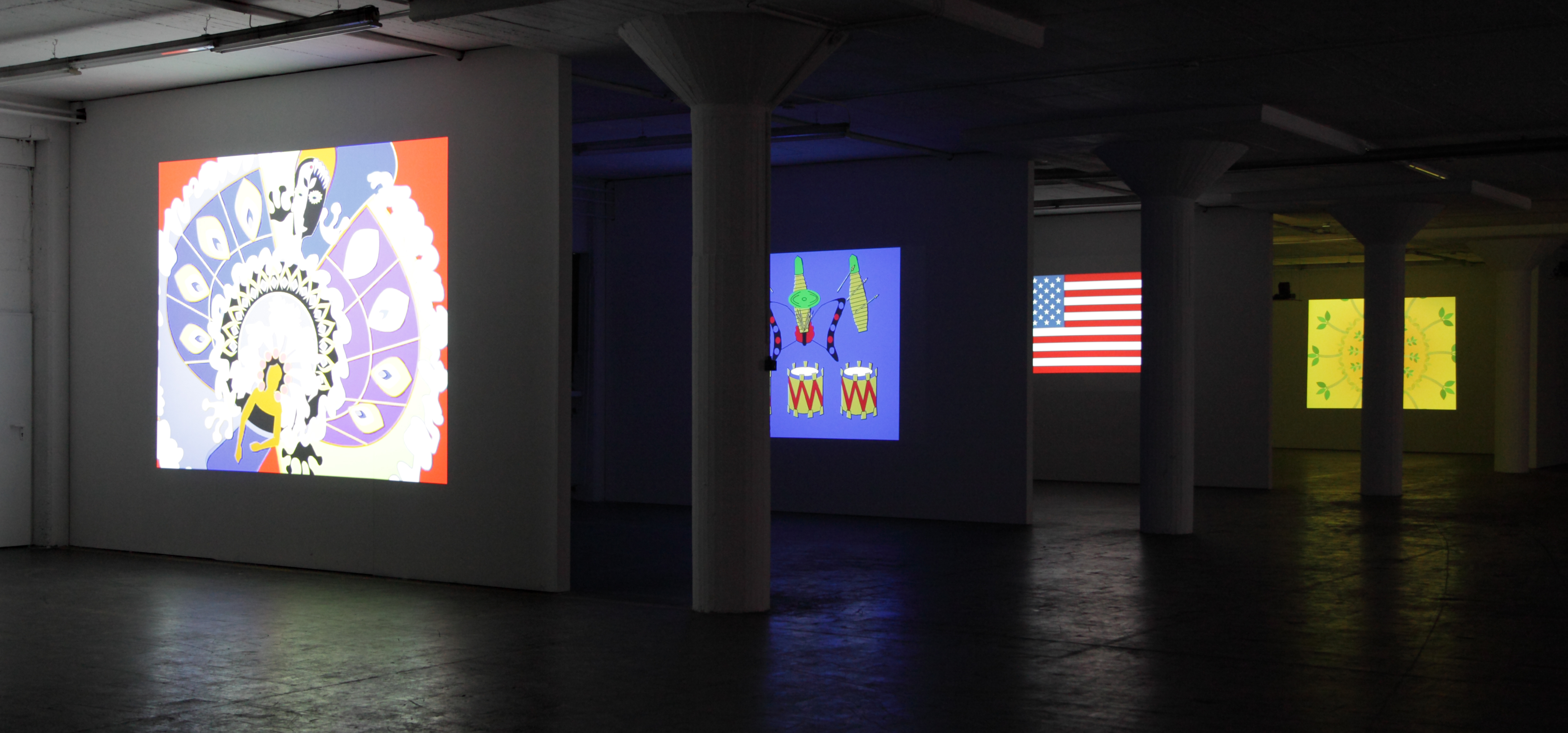
Instal·lació participativa

Una de les principals estratègies utilitzades pels artistes de videoinstal·lació és la incorporació de l'espai com un element clau. D'aquesta manera, la narració cinematogràfica lineal queda superada i s'estén per tot l'espai. En aquesta situació, l'espectador té un paper actiu on ell mateix crea la seqüència narrativa amb la seva evolució per l'espai. A vegades, s'incorpora un públic participatiu, i també hi ha videoinstal·lacions interactives.

## Història

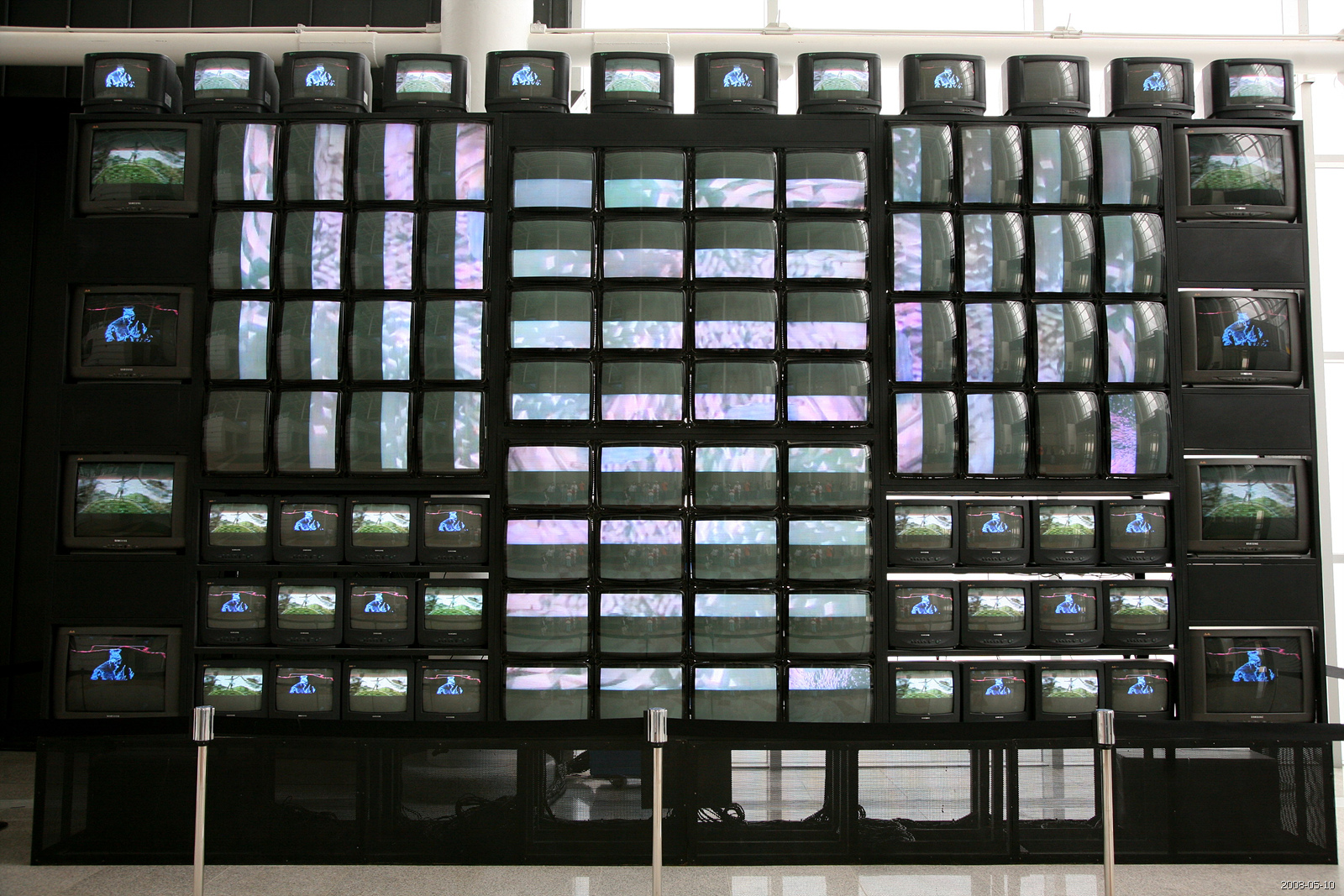
Videoinstal·lació de Nam June Paik

El 1958 Wolf Vostell va crear la primera instal·lació en la història de l'art que incorpora un televisor, Vista Alemanya que avui forma part de la col·lecció del Museu Berlinische Galerie de Berlín i amb 6 TV Dé-coll/age de l'any 1963, que forma part de la col·lecció del Museo Nacional Centro de Arte Reina Sofía, Wolf Vostell es va convertir en pioner del videoinstal·lació.
Un pioner de la videoinstal·lació va ser Nam June Paik, des de mitjans dels anys seixanta, utilitzant múltiples monitors de televisió en forma d'escultures. Paik va treballar amb monitors de vídeo i projectors per a crear grans entorns immersius.
Gary Hill ha creat videoinstal·lacions força complexes. Per exemple, en l'obra de 1992 Tall Ships el públic entra en un corredor activant automàticament una sèrie de videoprojeccions de figures fantasmagòriques de talla real que s'aproximen, et miren, et donen l'esquena i se'n van.
Tony Oursler ha explotat la tecnologia desenvolupada en la dècada de 1990 dels projectors de vídeo molt petits projectant la imatge en escultures i estructures, creant personatges inquietants.

## Alguns artistes que treballen amb videoinstal·lacions

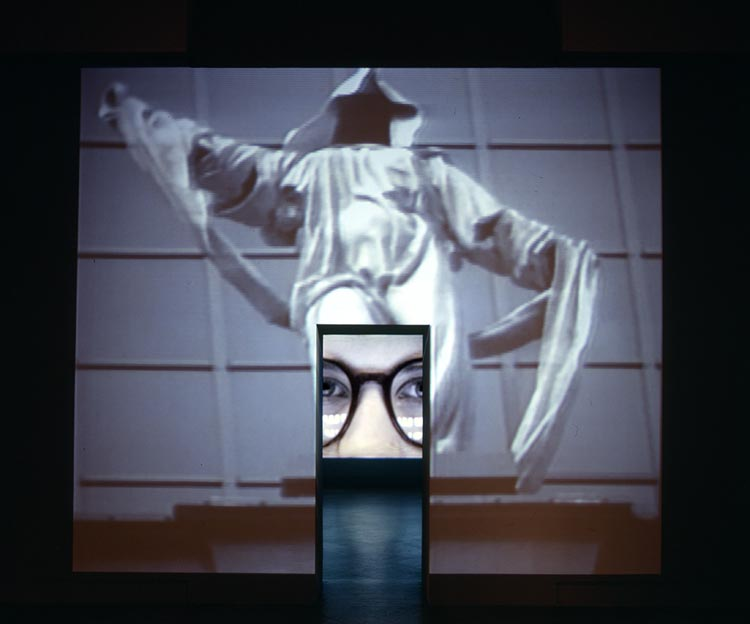
People in buildings, 2010

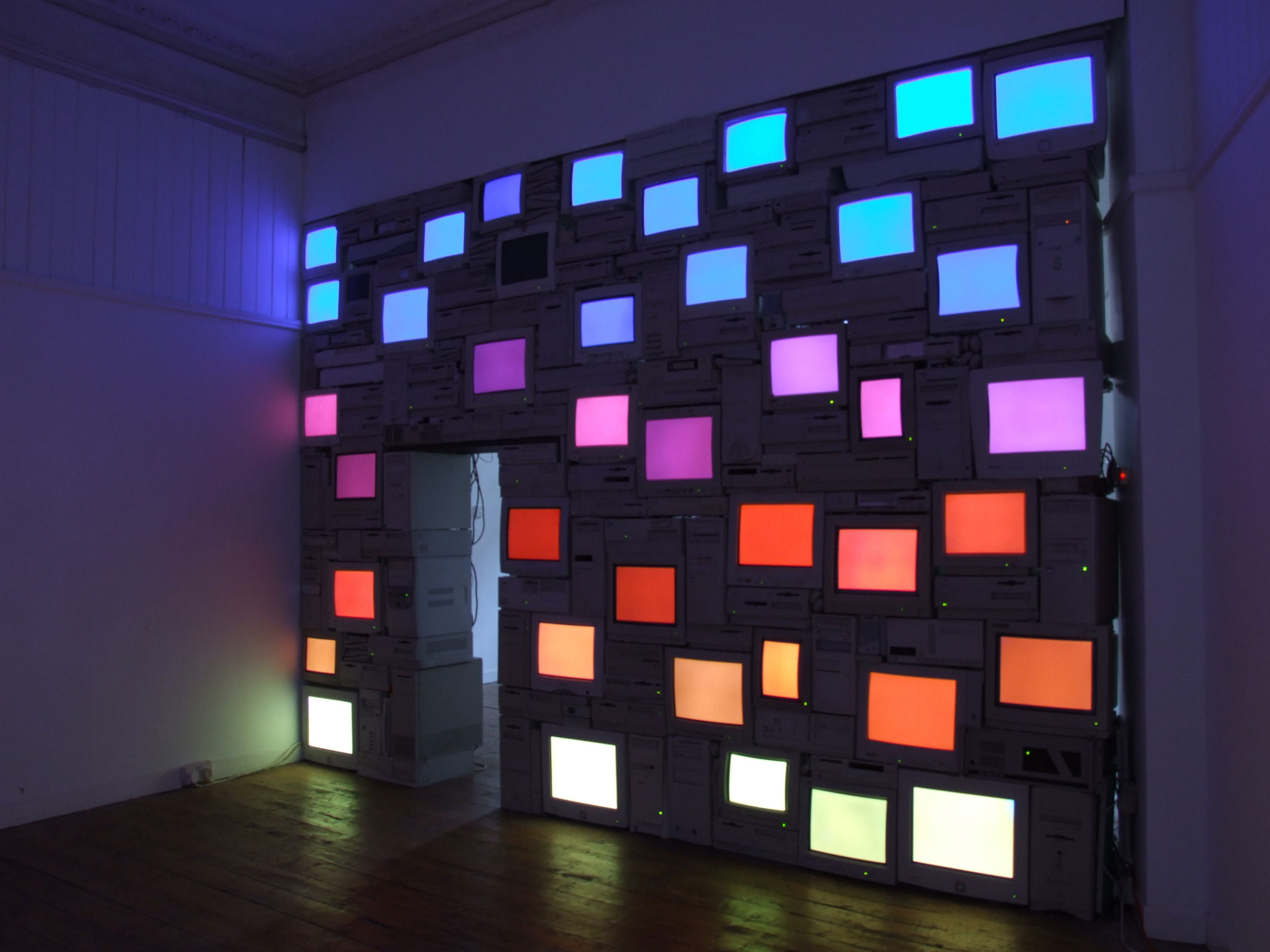
Mauritian sunset, 2006

- Antoni Abad
- Vito Acconci
- Gary Hill
- Pierre Huyghe
- Pipilotti Rist
- Joan Jonas
- Doug Aitken
- Marcel·lí Antúnez
- Antoni Muntadas
- Bruce Nauman
- Tony Oursler
- Nam June Paik
- Mabel Palacín
- Matthew Barney
- Joseph Beuys
- Eulàlia Valldosera
- Jordi Colomer
- Chris Cunningham
- Marcelo Expósito
- Bill Viola
- Wolf Vostell
- Douglas Gordon